# Łatgalia

Łatgalia na mapie Łotwy

Herb Łatgalii przyjęty w 1930 r.

Herb Inflant Polskich przyjęty w 1566 r.

Łatgalia (łatg. Latgola, łot. Latgale, niem. Lettgallen, ros. Латгалия, od nazwy plemienia Łatgalów) – jedna z pięciu krain historycznych składających się na współczesną Łotwę, leży we wschodniej części kraju.
W średniowieczu podbita przez zakon kawalerów mieczowych, po sekularyzacji inflanckiej gałęzi zakonu krzyżackiego w XVI w. wraz z większością Inflant jako wspólna domena Korony i Litwy w Rzeczypospolitej Obojga Narodów.
Nazwa Inflanty Polskie pojawiła się po pokoju w Oliwie 1660, gdy Łatgalia, jako jedyna część Inflant, pozostała w granicach Rzeczypospolitej (Kurlandia i Semigalia stanowiły lenne, jednakże odrębne od federacji, księstwo).
Po rozbiorach błędnie do Łatgalii (Inflant Polskich) zaczęto potocznie zaliczać również lewy brzeg Dźwiny, górną Kurlandię (zwaną Semigalią), szczególnie powiat iłłuksztański zamieszkany przez Polaków i zdominowany przez bliskość Dyneburga (stolicę księstwa województwa inflanckiego). Granica między Kurlandią a Inflantami Polskimi przebiegała wzdłuż Dźwiny, ale położenie Dyneburga nad rzeką spowodowało, że pobliskie lewobrzeżne ziemie (zdominowane przez Polaków – zob. spór o 6 gmin kurlandzkich) ciążyły również do Łatgalii. Od początku XIX w. na lewym kurlandzkim brzegu rozwijało się dzięki bliskości Dynenburga miasto Grzywa samodzielne do 1956 r. W rezultacie współcześnie powiat iłłuksztański jest traktowany jako całość gospodarcza i statystyczna z Łatgalią (tworząc jeden z 5 regionów planowania Łotwy – Latgales plānošanas reģions obejmujący łącznie 379 496 mieszkańców i 16 423,3 km²).
Po I rozbiorze w granicach Rosji stała się częścią guberni witebskiej.
Według stanu z 2010 r. wśród ludności Łatgalii w granicach historycznych obejmującej 339 783 mieszkańców nieznacznie dominują kulturowo katoliccy Łatgalowie (150–200 tys.) i protestanccy Łotysze stanowiący łącznie 44% ludności, Rosjanie 39% (częściowo ludność autochtoniczna, a także ludność napływowa po II wojnie światowej), Polacy 7% (2/3 ludność autochtoniczna, 1/3 napływowa pochodząca z pozostałych ziem wschodnich Rzeczypospolitej), Białorusini 5,3% i Litwini 0,6%.
Zgodnie z danymi kościelnymi w końcu lat dziewięćdziesiątych 52% populacji Łatgalii stanowili katolicy skupieni w prawie 100 parafiach.

## Geografia i granice Łatgalii
Łatgalia położona między granicą Łotwy na wschodzie, rzeką Dźwiną na południu (dzielącą od Semigalii), rzeką Ewiksztą i jej prawobrzeżnym dopływem rzeką Pededze oraz jeziorem Łubań na zachodzie (oddzielającą od Inflant Szwedzkich), obejmuje wyżynny obszar polodowcowy (Pojezierze Łatgalskie) z wzniesieniami w centrum sięgającymi 289,3 m n.p.m. (Wapienna Góra, łot. „Lielais Liepu kalns”), łagodnie opadający ku granicom tej krainy. Najniższy punkt położony jest u ujścia Ewikszty do Dźwiny. Powierzchnia Łatgalii obejmuje 14 547 km² (więcej niż województwo lubuskie a mniej niż małopolskie), a położony za Dźwiną semigalski powiat iłuksztański (łot. Ilūkstes apriņķis) w granicach 1819–1949 – 2243 km². Naturalne rzeczne, jeziorne, leśne i bagienne granice wyraźnie wyodrębniały tę krainę od sąsiednich ziem i mocno utrwaliły się w powszechnej świadomości. Jeszcze mapy wydawane w okresie II wojny światowej posługiwały się terminem Inflanty Polskie, zamiast Łatgalia, a np. ludność zamieszkująca okolice granicznego jeziora Łubań mówiła o brzegu zachodnim jako „szwedzkim”, a o wschodnim jako „polskim”.
Wśród licznych jezior, poza granicznym i największym jeziorem łotewskim Łubań, znajduje się drugie co do powierzchni Raźno i głębokie Ruszony (30 m). Najgłębsze (63,1 m) jezioro Łotwy Dryssa (łot. Drīdzis) znajduje się na północ od Krasławia. 2 km na południowy wschód od jeziora Raźno znajduje się często odwiedzane, trzecie co do wielkości wzgórze Łatgalii Góra Obłoków – Wolkenberg (łot. Mākoņkalns, łatg. Muokuļkolns) z ruinami zamku na szczycie, z malowniczym widokiem, owiane legendami.
Lasy obejmują 30% powierzchni, na północy dominuje jodła, na południu sosna i brzoza.
Między Krasławiem a Dyneburgiem Dźwina płynie w głębokim (do 40 m) jarze tworząc malownicze zakola (Szwajcaria Inflancka). Dolina Ewikszty jest podmokła i tu znajdują się największe bagna w kraju.
Poczuciu wspólnoty, ponad dawniej nieistotnymi różnicami etnicznymi, i wyodrębnieniu tej krainy sprzyjała wspólna religia – katolicyzm, która odróżniała „wyspę polskoinflancką” od łotewskich luteran na zachodzie i prawosławnych Rusinów na wschodzie. Od XVIII w. wspólnotę tę spajało najdalej na północ położone w Rzeczypospolitej sanktuarium maryjne (Bogarodzica Agłońska nazywana Królową Północy) z bazyliką, znajdujące się w otoczonej jeziorami Agłonie.

## Miasta

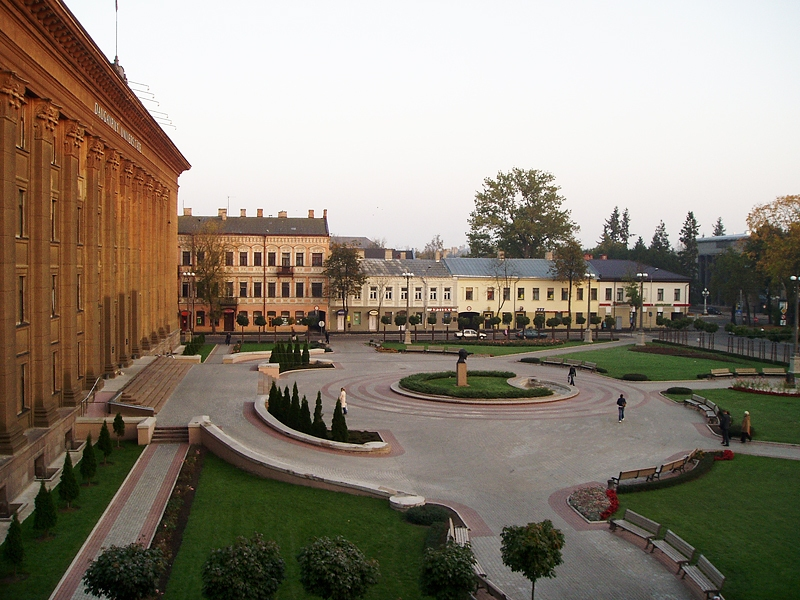
Dyneburg

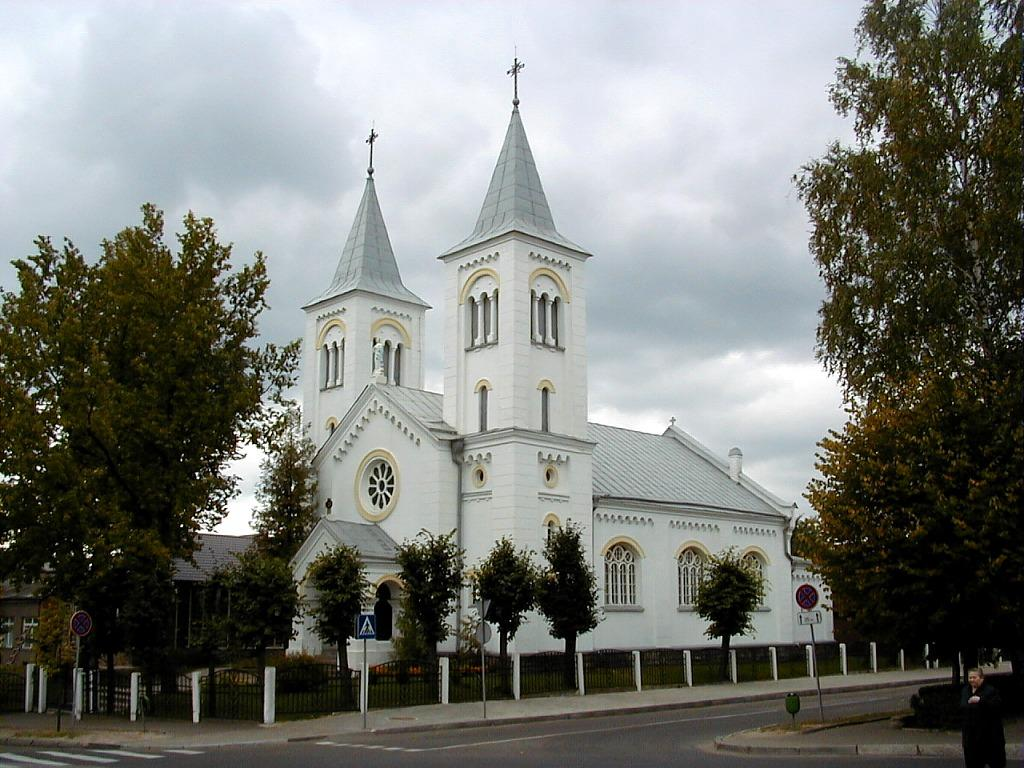
Rzeżyca

Największe miasta Łatgalii według danych łotewskich z 2014 roku:
|     | miasto    | populacja (2014) | gmina             |
| --- | --------- | ---------------- | ----------------- |
| 1.  | Dyneburg  | 98 089           | miasto wydzielone |
| 2.  | Rzeżyca   | 32 630           | miasto wydzielone |
| 3.  | Jēkabpils | 24 839           | miasto wydzielone |
| 4.  | Krasław   | 9 466            | Gmina Krasław     |
| 5.  | Lucyn     | 8 960            | Gmina Lucyn       |
| 6.  | Līvāni    | 8 345            | Gmina Līvāni      |
| 7.  | Bołowsk   | 7 410            | Gmina Balvi       |
| 8.  | Prele     | 7 384            | Gmina Preiļi      |
| 9.  | Wielony   | 3 256            | Gmina Viļāni      |
| 10. | Kārsava   | 2 293            | Gmina Kārsava     |

## Polacy w Łatgalii
Mimo że ludność polska była głównie ludnością pochodzenia szlacheckiego, w tym w części południowej Inflant Polskich mieszkało dużo drobnej szlachty, to były również obszary zamieszkane przez ludność chłopską, jak np. w rejonie Warklany na południe od jeziora Łubań (cztery wioski) lub Dagdy na północ od Krasławia. W końcu XIX w. i na początku XX w. wyłoniła się z tej grupy silna polska inteligencja skupiona głównie w Dyneburgu.
Według Słownika geograficznego Królestwa Polskiego Inflanty Polskie znacznie lepiej zintegrowały się w ciągu 211 lat przynależności z Rzecząpospolitą niż Prusy Królewskie (obejmujące Pomorze Gdańskie i Warmię). Szlachta Inflant Polskich, pochodząca z rodów rycerskich kawalerów mieczowych pochodzenia niemieckiego, związana licznymi węzłami cywilizacyjnymi z Polską, uległa gruntownej polonizacji, dostarczając szeregu zasłużonych Polsce rodów, w tym: Tyzenhauzów, Grothusów, Rejtanów, Denhoffów, Korffów, Romerów, Mohlów, Weyssenhoffów, Platerów, Manteufflów i innych.
Nawet w okresie zaborów dominowały tu polskie wpływy kulturowe i gospodarcze, których przewaga zakończyła się dopiero w czasach niepodległości Republiki Łotewskiej w międzywojniu, ale polska obecność cywilizacyjna jest nadal widoczna.
Ziemia ta wydała również w XX w. wielu wybitnych ludzi zasłużonych dla Rzeczypospolitej jak Władysław Studnicki.
W trakcie radzieckiej okupacji Łotwy od 1940 r., a później niemieckiej od 1941 r. Polacy byli poddawani represjom, wywożeni w głąb Sowietów i wysyłani na przymusowe roboty do Niemiec.
W okresie II wojny światowej (szczególnie po 1941 r.) istniała tu także silna polska konspiracja złożona z miejscowych Polaków, jak i struktury wywiadu polskiego podległego Armii Krajowej (w 1942 r. w sieci wywiadu polskiego było 150 miejscowych łotewskich Polaków). Również po wkroczeniu Sowietów w 1944 r. ludność polska włączyła się w zbrojny opór przeciw nowej okupacji. Represje objęły, poza fizyczną eliminacją, wywózki Polaków szczególnie z powiatu iłuksztańskiego, których szczyt miał miejsce w marcu 1949 r. Mimo to w niektórych wioskach pod Iłuksztą Polacy nadal stanowią ponad 30% mieszkańców.
Współcześnie Łatgalię wraz z gminą Iłukszta (gmina zajmuje zachodnią część dawnego powiatu iłuksztańskiego, wschodnia należy do gminy ziemskiej Dyneburga) zamieszkuje nadal większa część 60-tysięcznej mniejszości polskiej na Łotwie. Także wśród ludności łotewskiej widać różnorodne wpływy kultury polskiej, jak choćby licznie występujące imiona i nazwiska zaczerpnięte z polszczyzny. Niestety, większość Polaków spośród tych, których przodkowie byli obywatelami II Rzeczypospolitej i osiedlili się na Łotwie po II wojnie, jest bezpaństwowcami (12 tys.) – nie uzyskali obywatelstwa łotewskiego ani nie przywrócono im obywatelstwa polskiego.
Podczas zjazdu Związku Polaków na Łotwie 17 marca 2012 r. zaproponowano wprowadzenie języka polskiego jako języka regionalnego w Łatgalii.

### Polacy związani z Łatgalią
- Michał Benisławski - poseł Dumy Państwowej z ziemi witebskiej 1907, dyrektor zarządzający Polskiego Transatlantyckiego Towarzystwa Okrętowego
- Karol Bohdanowicz – geolog, specjalista w dziedzinie geologii złożowej i górnictwa, geograf
- Michał Jan Borch – hrabia, poeta, dramatopisarz
- Kazimierz Bujnicki – poeta, prozaik
- Teresa Czerwińska – ekonomistka
- Leon Daraszkiewicz – lekarz psychiatra
- Wanda Dynowska – pisarka, tłumaczka, działaczka społeczna, popularyzatorka teologii i filozofii hinduizmu w Polsce. Ambasadorka kultury indyjskiej i polskiej, karma jogini, założycielka i organizatorka Biblioteki Polsko-Indyjskiej
- Grzegorz Fitelberg – dyrygent, kompozytor, skrzypek
- Jerzy Mikołaj Hylzen – biskup smoleński w latach 1745-1763, duchowny pisarz wielki litewski
- Józef Jerzy Hylzen – wojewoda miński w latach 1730-1785, wojewoda mścisławski w latach 1770-1786, szambelan króla Augusta III
- August Kościesza-Żaba – orientalista, dyplomata
- Bolesław Limanowski – polski historyk, socjolog, polityk, działacz socjalistyczny i niepodległościowy.
- Wacław Łapkowski – as myśliwski, major pilot Wojska Polskiego II RP
- Bolesław Ławrynowicz – ksiądz rzymskokatolicki, działacz mniejszości polskiej na Łotwie w dwudziestoleciu międzywojennym
- Gustaw Manteuffel – historyk i etnolog, krajoznawca, z wykształcenia prawnik
- Ignacy Manteuffel – prawnik, społecznik, działacz państwowy II RP
- Tadeusz Manteuffel – historyk, mediewista, żołnierz Armii Krajowej, twórca Instytutu Historii PAN
- Edward Manteuffel-Szoege – malarz, grafik
- Leon Manteuffel-Szoege – twórca polskiej szkoły chirurgii klatki piersiowej i serca
- Irena Misztal – nauczycielka i pisarka
- Ferdynand Ossendowski – pisarz, dziennikarz, podróżnik, antykomunista, nauczyciel akademicki, członek Akademii Francuskiej, działacz polityczny, naukowy i społeczny
- Józef Wincenty Plater – generał lejtnant wojsk litewskich, kasztelan trocki, konsyliarz Rady Nieustającej w 1793 roku, magnat
- Władysław Raginis – dowódca wojskowy, kapitan Korpusu Ochrony Pogranicza, dowódca bitwy pod Wizną
- Bolesław Romanowski – komandor, dowódca okrętów podwodnych
- Otto Rosset – doktor medycyny, radca stanu
- Jan Safarewicz – językoznawca, profesor Uniwersytetu Jagiellońskiego
- Edward Słoński – poeta i pisarz
- Władysław Studnicki – polityk i publicysta
- Stanisław Swianiewicz – profesor ekonomii, prawnik, pisarz, sowietolog
- Piotr Swyłan – działacz oświatowy i społeczny
- Jan Wierzbicki – prawnik, wiceminister spraw wewnętrznych Republiki Łotewskiej
- Tomasz Wierzejski – oficer Wojska Polskiego II RP, Armii Andersa, Polskich Sił Zbrojnych na Zachodzie i Armii Krajowej, cichociemny
- Jarosław Wilpiszewski – prawnik, redaktor polskiej prasy w Dyneburgu